# Sirmione
Sirmione (Sirmiù in dialetto bresciano, Sirmion in veneto) è un comune italiano di 8 387 abitanti della provincia di Brescia in Lombardia, il cui centro storico sorge su una penisola che divide il basso Lago di Garda.
Per secoli avamposto militare, dapprima sotto la giurisdizione del monastero di Santa Giulia di Brescia e successivamente dei domini veronesi e della Serenissima, fu definitivamente assegnato al bresciano in epoca napoleonica.
La principale industria della cittadina è il turismo, sia per la presenza di vestigia romane e medievali sia per le acque termali.

## Geografia fisica

### Territorio
(Giosuè Carducci, Odi barbare, Sirmione, 1881)
Sirmione è posta lungo la penisola omonima che si protende all'interno del lago di Garda per circa 4 chilometri e che divide in due parti la riva lacuale meridionale. Parte del territorio comunale si estende ad est rispetto alla penisola per includere quella di Punta Grò.
L'entroterra si estende in direzione delle colline moreniche che cingono la parte meridionale del lago stesso e comprende una parte della zona di produzione del Lugana.
Il comune confina a sud-est con Peschiera del Garda e a sud-ovest con Desenzano del Garda. La sezione sul lago confina ad est con Lazise e Castelnuovo del Garda e a nord con Padenghe sul Garda.
- Classificazione sismica: zona 3 (sismicità bassa).[6]

## Origini del nome
In merito al toponimo, Mazza (1986) riporta due tesi:
- dal greco syrma, quindi coda o strascico;
- dal gallico sirm, albergo od ospizio, ed one, acquatico[7]

Potrebbe avere qualche relazione con la città di Sirmio (in latino: Sirmium), città che fu assediata e invasa dagli Avari (nel 580-582), popolazioni da cui sembrerebbero discendere anche i signori di Verona "Della Scala" che controllavano proprio Sirmione.

## Storia

### Epoca preistorica e romana

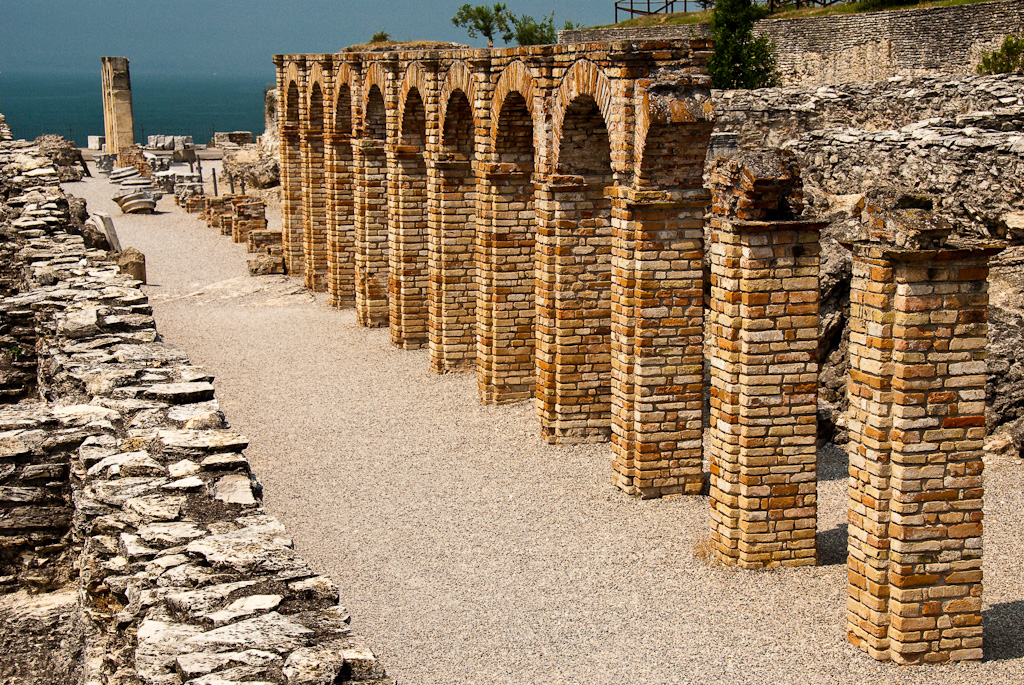
Particolare del criptoportico delle Grotte di Catullo, risalente al periodo romano

A Sirmione sono state rinvenute tracce di antropizzazione risalenti al neolitico. La città fu centro urbano rilevante in epoca romana e la via Gallica seguiva la sponda meridionale del lago tagliando poi per l'istmo della penisola sirmionese. Vi sorse dunque la Sermione Mansio menzionata nell'Itinerarium Antonini.
Secondo un'ipotesi di Elisabetta Roffia, la mansio non solo corrisponderebbe a una trattoria del luogo, documentata come "Osteria" o "Bettola" fin dal XV secolo, ma anche alla Mansio ad Flexum riportata nell'Itinerarium Burdigalense.
Gaio Valerio Catullo menzionò Sirmio fra i luoghi in cui soggiornò (Carme XXXI, Ritorno a Sirmione). Tradizionalmente, a partire da Marin Sanudo il giovane, i resti della villa romana sirmionese sono a lui attribuiti, ma non c'è alcuna certezza in merito. Le parti più antiche della villa risalgono al I secolo a.C. con estensioni nel secolo seguente.
Dal III al V secolo, per l'Orti Manara, la Lugana di Sirmione fu teatro di diversi scontri. Nel 249 si affrontarono gli eserciti di Decio Traiano e Filippo l'Arabo mentre nel 268 vi fu la Battaglia del lago Benaco fra l'imperatore Claudio il Gotico e la federazione degli Alamanni. Nel 312 il primo scontro tra le truppe di Costantino I e quelle di Massenzio fu il preludio della Battaglia di Verona che avvenne nei pressi di Sirmione.
Sempre secondo l'Orti Manara, nel 463 Ritmiro, capitano dell'imperatore Libio Severo, sconfisse gli Alani nei terreni della Lugana. Nei primi anni del V secolo, la parte finale della penisola di Sirmione venne trasformate in isola grazie a un taglio artificiale e fu dotata di fortificazioni.

### Epoca longobarda e carolingia

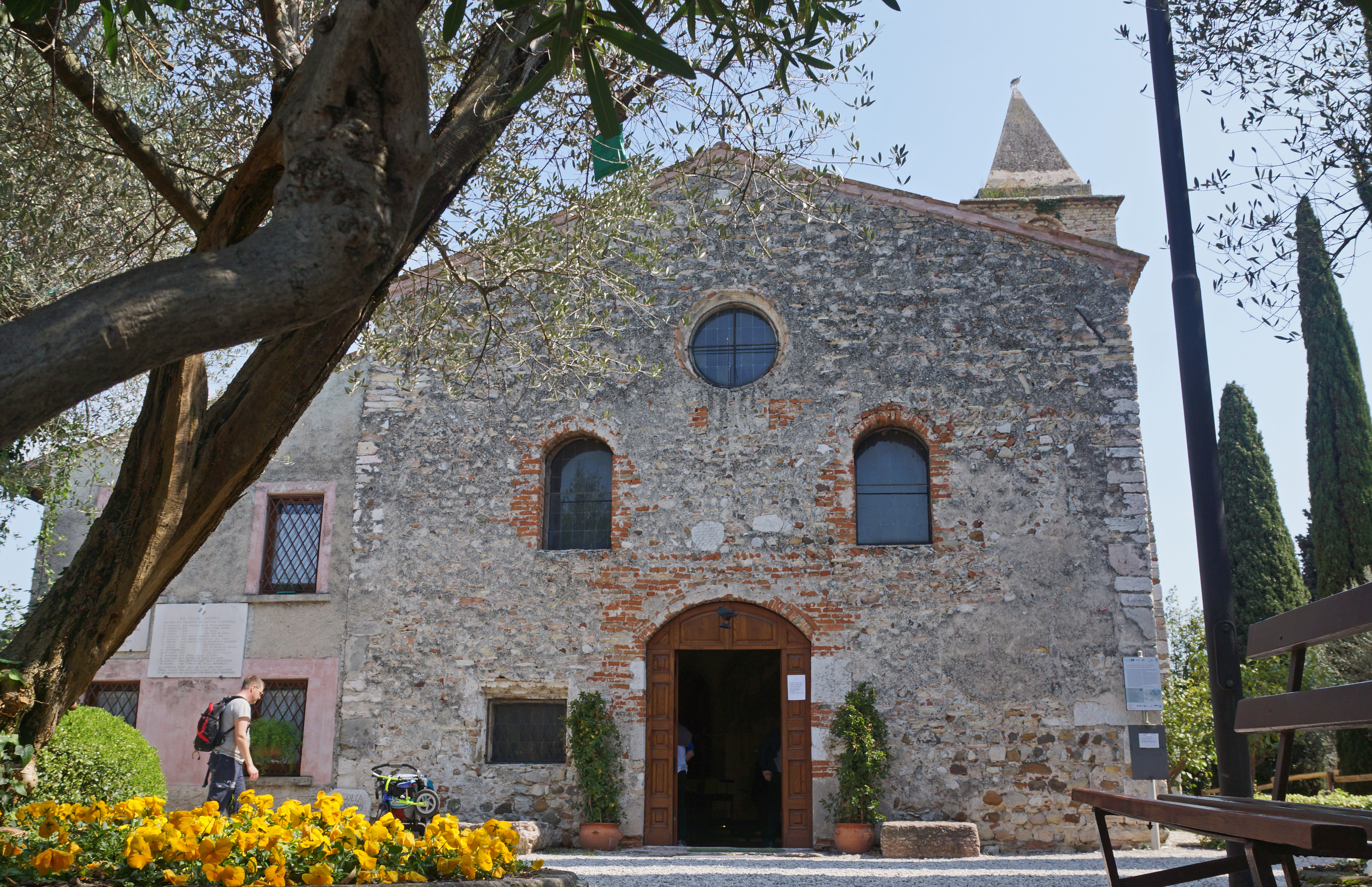
Facciata della chiesa di san Pietro in Mavino, edificata nell'VIII secolo.

Nella prima metà dell'VIII secolo, Sirmione fu possedimento del longobardo Cunimondo. Nel 762 questi entrò in contrasto con un cortigiano della regina Ansa, moglie di Desiderio, uccidendolo in seguito ad una rissa. Fu di conseguenza privato dei suoi beni e imprigionato. Le proprietà del signore decaduto furono assegnate al Monastero di san Salvatore, fondato in quegli anni dai monarchi longobardi.
La regina Ansa costituì una succursale del monastero, restaurando la mansio romana e costruendo la basilica di san Salvatore in Cortine. Nella stessa epoca sorsero anche la prima chiesa di san Pietro in Mavino e la chiesa di san Martino in castro Sermioni ovvero situata all'interno del castrum romano.
Carlo Magno con un diploma del 16 luglio 774 cedette l'isola, il castrum e il monasteriolo di san Salvatore al monastero francese di san Martino di Tours a favore degli abiti dei monaci (in latino, causa vestimentorum). Tuttavia, dopo pochi anni, le proprietà tornarono al Monastero bresciano comprendenti anche tutte le pertinenze, come il porto, le chiese della penisola e le rendite fondiarie dei dintorni. L'Imperatore Carlo il Grosso diede al Monastero la pescheria.

### Epoca scaligera

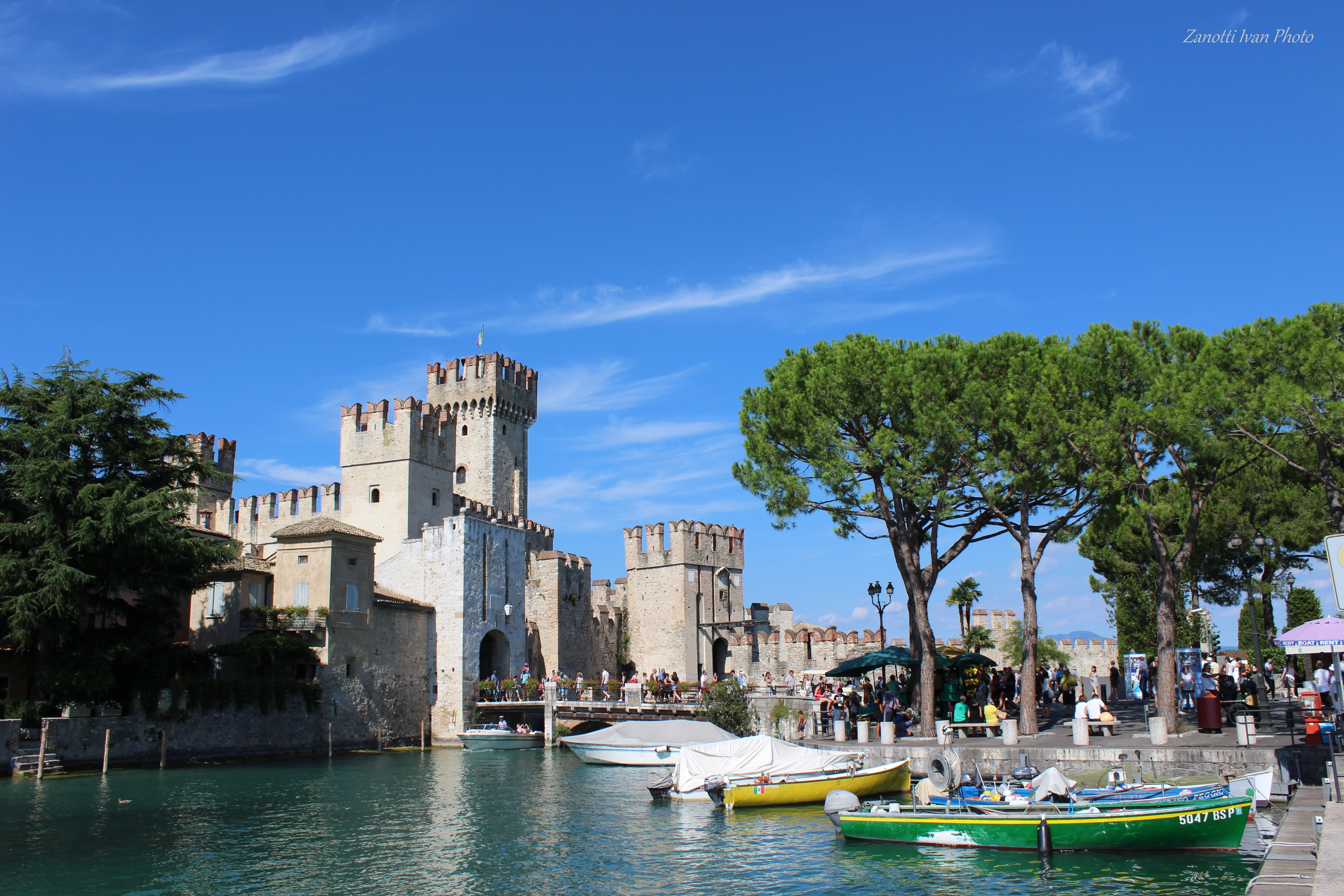
Il castello scaligero

Nei secoli successivi il dominio del monastero di Santa Giulia presso Sirmione andò attenuandosi. Nel 1158 è attestato un dominio, almeno nominale, del Sacro Romano Impero: Federico Barbarossa concesse ampia autonomia nell'ambito di una soggezione diretta al potere dell'Imperatore.
Nel 1197, il podestà sirmionese giurò fedeltà al comune di Verona, legando con quest'atto la cittadina gardesana alla città sull'Adige.
Nel XIII secolo sia Federico II nel 1220 che Corradino di Svevia nel 1267 confermarono ed estesero i privilegi fiscali e le concessioni rilasciate al Comune, confermando i fedecommessi imperiali, i medesimi atti furono compiuti sui possessi imperiali svevi che erano imprescrittibili ed inalienabili, nonostante secoli, dagli Scaligeri, ma solo dopo che ebbero ottenuto un giuspatronato sul castrum.
La presenza di una comunità di patarini, eretici secondo la Chiesa cattolica, spinse all'azione gli Scaligeri, che pochi anni prima avevano assunto la signoria veronese. Nel 1276, Mastino della Scala ottenne dal Consiglio di Verona la possibilità di istituire due compagnie di soldati per combattere i patarini sirmionesi. Il controllo delle stesse fu affidato ad Alberto, un fratello di Mastino, il quale assediò la cittadina gardesana e dopo poco tempo imprigionò diversi eretici. Due anni dopo, coloro che non si erano pentiti furono bruciati sul rogo a Verona.
Secondo Mazza (1986) il castello scaligero fu completato durante la signoria di Cangrande I e probabilmente fu costruito sui resti del castrum romano nel punto più stretto della penisola.
Nel 1378 Sirmione fu conquistata da Gian Galeazzo Visconti che rinnovò i privilegi feudali del Comune sirmionese. Agli inizi del XV secolo Sirmione fu occupata da Francesco Novello da Carrara, a quel tempo signore di Verona, per poi passare, nel 1405, sotto il controllo della Repubblica di Venezia.

### Epoca veneta
Sotto la Serenissima, Sirmione rimase legata al distretto veronese. Durante la riorganizzazione delle fortificazioni del Basso Garda, il fortilizio perse di importanza a vantaggio della vicina Peschiera. Rimase comunque avamposto militare come dimostra la costruzione della chiesetta di Sant'Anna, all'interno del castello, per il servizio religioso della guarnigione.
Nel corso del XV secolo fu edificata la chiesa di santa Maria Maggiore, sopra i resti di quella di San Martino in Castro. Nel XVII secolo, il nobile Francesco Rovizzi edificò una dimora e la chiesetta dedicata a sant'Orsola presso la località in seguito nota come Rovizza.

### Epoca napoleonica
Nel corso del 1797, Sirmione fu dapprima occupata dalle forze francesi e, in seguito alla caduta della Repubblica di Venezia, il 16 maggio, fu sottoposta al controllo formale della Municipalità provvisoria veneta.
Il trattato di Campoformio stabilì che tutta la sponda meridionale del Garda passasse alla Repubblica cisalpina. Il 3 novembre fu istituito il dipartimento del Benaco comprendente anche Sirmione. Solo il 1º marzo dell'anno seguente fu creato il distretto, suddivisione amministrativa intermedia fra comuni e dipartimento della penisola di Catullo all'interno del quale fu inclusa anche la municipalità sirmionese.
Dopo la soppressione del dipartimento benacense, 1º settembre 1798, seguirono diverse riorganizzazioni amministrative che coinvolsero il comune di Sirmione: il 26 settembre fu associato al distretto VI di Villafranca del dipartimento del Mincio mentre il 12 ottobre fu assegnato al distretto delle Vigne del dipartimento del Mella.
Dopo la parentesi dell'occupazione austro-russa del 1799 fece seguito la riorganizzazione amministrativa della seconda repubblica cisalpina nella quale Sirmione entrò a far parte del distretto IV di Salò del maggio del 1801. L'anno seguente la repubblica cisalpina cambiò denominazione in Repubblica Italiana.
Nel giugno 1805, con l'istituzione del napoleonico Regno d'Italia, si procedette ad un nuovo riassetto amministrativo. Sirmione fu considerato di terza classe ed assegnato al cantone VII di Lonato a sua volta facente parte del distretto I di Brescia del dipartimento del Mella.

### Epoca asburgica
Nel 1816, a seguito del Congresso di Vienna e l'istituzione del Regno Lombardo-Veneto sotto l'amministrazione degli Asburgo d'Austria, Sirmione fu assegnato al distretto V di Lonato della provincia di Brescia. Nel 1853, con una revisione dell'assetto amministrativo, la cittadina entrò a far parte del distretto VIII, sempre con capoluogo Lonato.
Il 25 giugno 1859, durante la seconda guerra d'indipendenza italiana, Sirmione fu occupata dalle truppe franco-piemontesi, vittoriose sull'esercito austriaco dopo la battaglia di Solferino e San Martino. Nello stesso tempo, parte dei feriti fu accolta presso la cascina Todeschini, a Colombare.

### Dopo l'unità d'Italia
L'esito della seconda guerra di indipendenza conseguì il passaggio del comune sirmionese, come buona parte del territorio della Lombardia e della riva destra del Mincio, al Regno di Sardegna. Con il Decreto Rattazzi fu assegnato al mandamento X di Lonato appartenente al circondario I di Brescia della nuova provincia di Brescia. Fino al 1866, in cui a seguito della terza guerra d'indipendenza italiana il Veneto fu annesso all'Italia, il confine con il territorio sotto il dominio asburgico correva da Rovizza fino a Lugana, nei pressi del quale si trovava la dogana.
Sul finire del XIX secolo si svolsero i lavori di intubazione delle acque termali. La sorgente termale era nota già nel Cinquecento ma la profondità dalla quale sgorgava, 19 metri sotto il livello del lago, ne aveva impedito un qualsiasi uso fino a quel momento. Grazie alla tubazione fu possibile attivare il primo stabilimento termale e procedere alle prime analisi sulle qualità dell'acqua.
Con regio decreto del 20 gennaio 1930, n. 53, il comune assunse la denominazione di Sirmione, dato che in precedenza era noto come Sermione.

### Simboli
Lo stemma e il gonfalone sono stati concessi con decreto del presidente della Repubblica del 29 luglio 1993.
Il gonfalone è un drappo di bianco.

## Monumenti e luoghi d'interesse

### Architetture civili

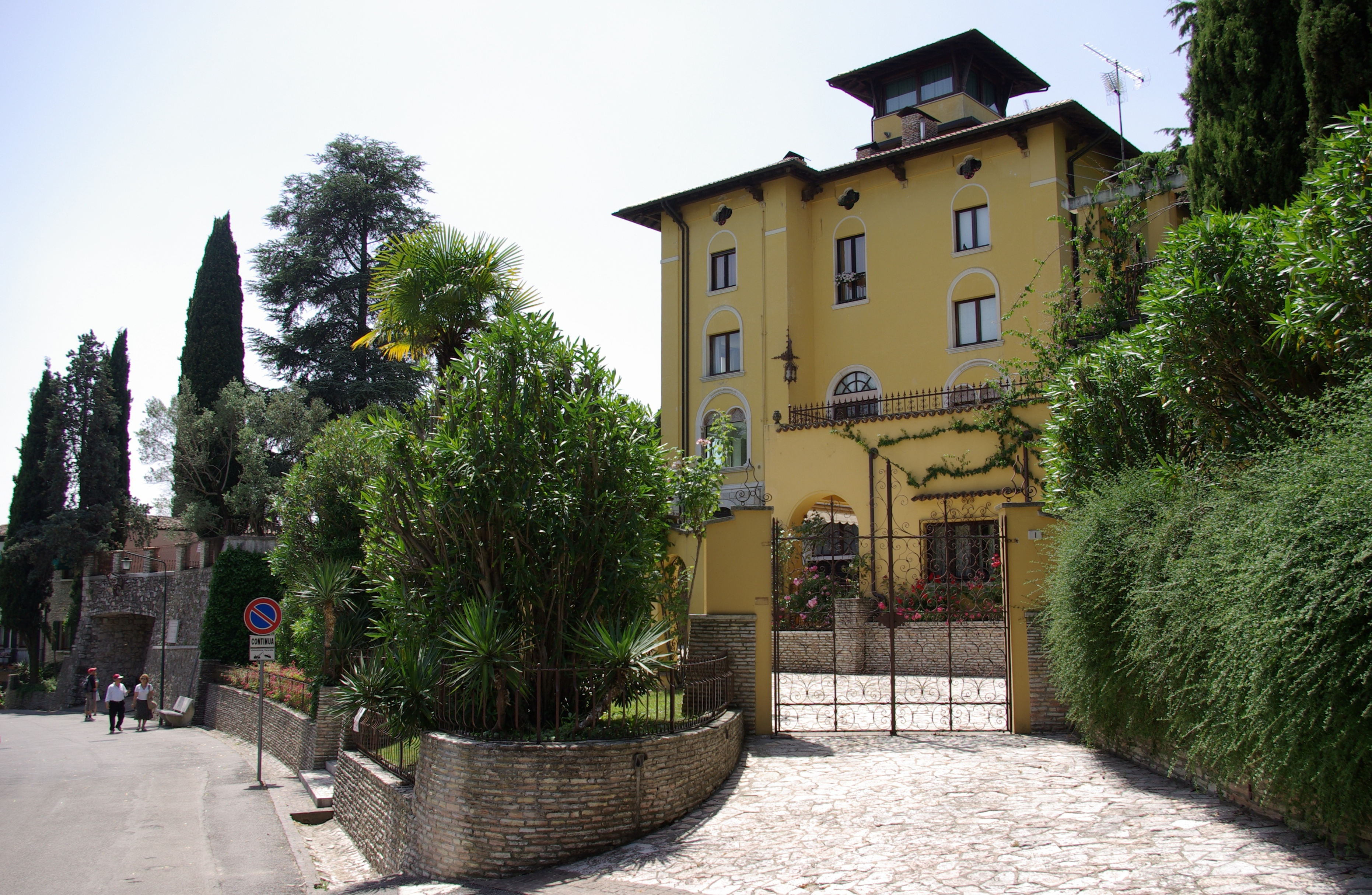
Villa Meneghini-Callas

- Palazzo Maria Callas, palazzo del XVII secolo posto nella centrale piazza Giosuè Carducci. È di proprietà comunale ed è da questi dedicato alla cantante lirica Maria Callas.
- Villa Meneghini-Callas, appartenuta in origine alla famiglia dei Giannantoni, industriali della borghesia lombarda. Posseduta dall'imprenditore Meneghini, dove visse negli anni cinquanta del XX secolo la moglie Maria Callas. Dopo vari passaggi tra ereditari e proprietari, è ora un condominio privato.
- Villa Koseritz, villa del XIX secolo posto sul colle Cortine con un immenso parco neoclassico con remiscenze romantiche, edificato dal conte Kurt Von Koseritz, statista tedesco del ducato di Anhalt, che la edificò a partire dal 1898 su preesistenze antiche, Vi abitò dopo il suo pensionamento (1903) fino all'esproprio da parte del Regno d'Italia (1861–1946) durante la Prima Guerra Mondiale attraverso il Trattato di Londra (1915). La villa è ora gestita come hotel di lusso con il nome di Villa Cortine.

### Architetture militari

#### Castello scaligero

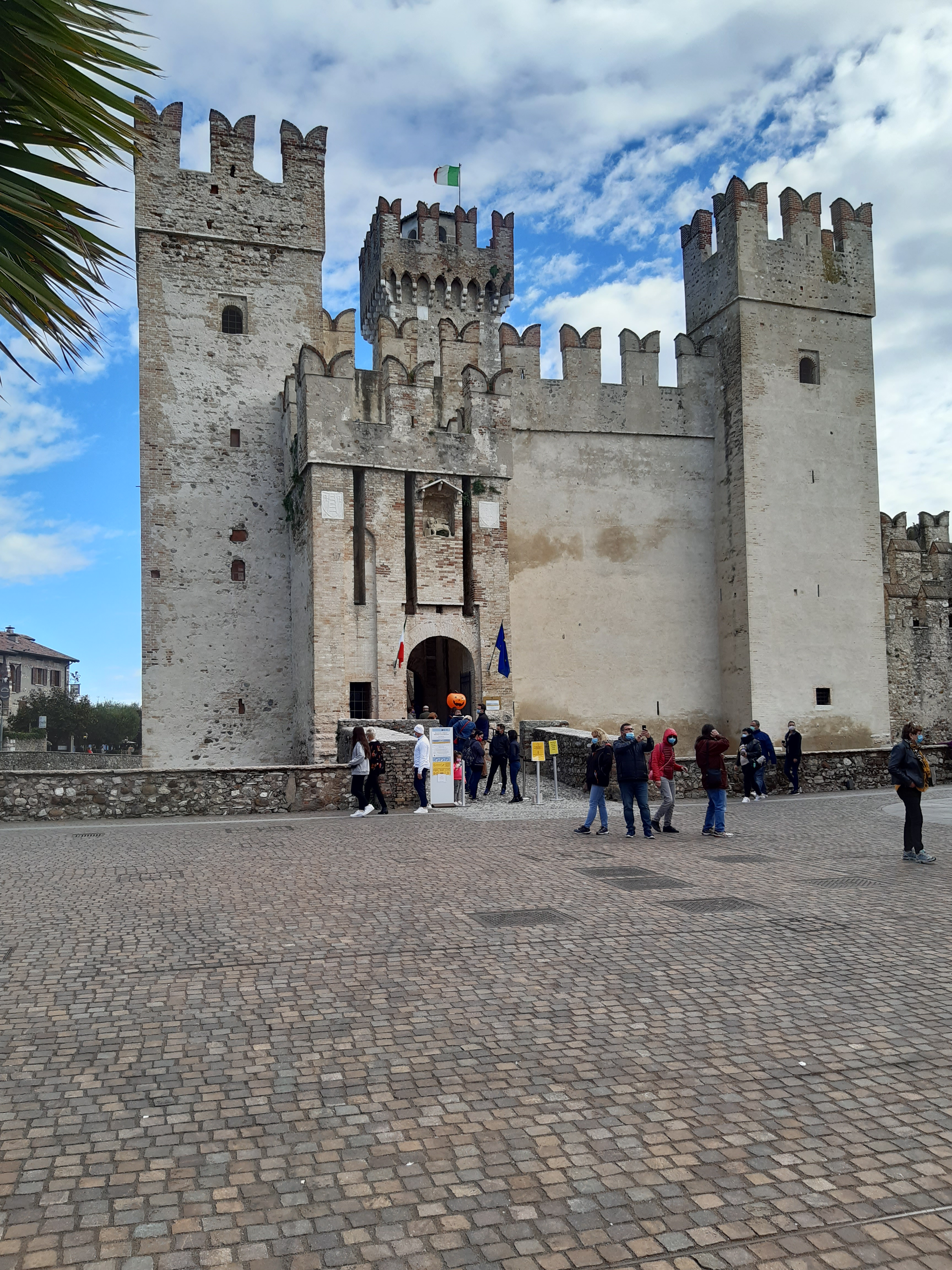
Particolare mura Sirmione nel 2020

Il castello scaligero è una rocca a guardia dell'unico punto d'accesso meridionale al centro storico.
Fu costruita dagli Scaligeri, da cui prese il nome, durante il XIII e il XIV secolo e in due fasi: la prima sotto Mastino I e l'ultima sotto Cangrande I.
Circondato dalle acque del lago di Garda, è difeso da tre torri e dal maschio, alto quarantasette metri. Ad oriente del castello è presente la darsena fortificata per il rifugio della flotta. Le merlature della rocca sono a coda di rondine, mentre quelle della darsena sono a punta di lancia.

### Siti archeologici

#### Grotte di Catullo

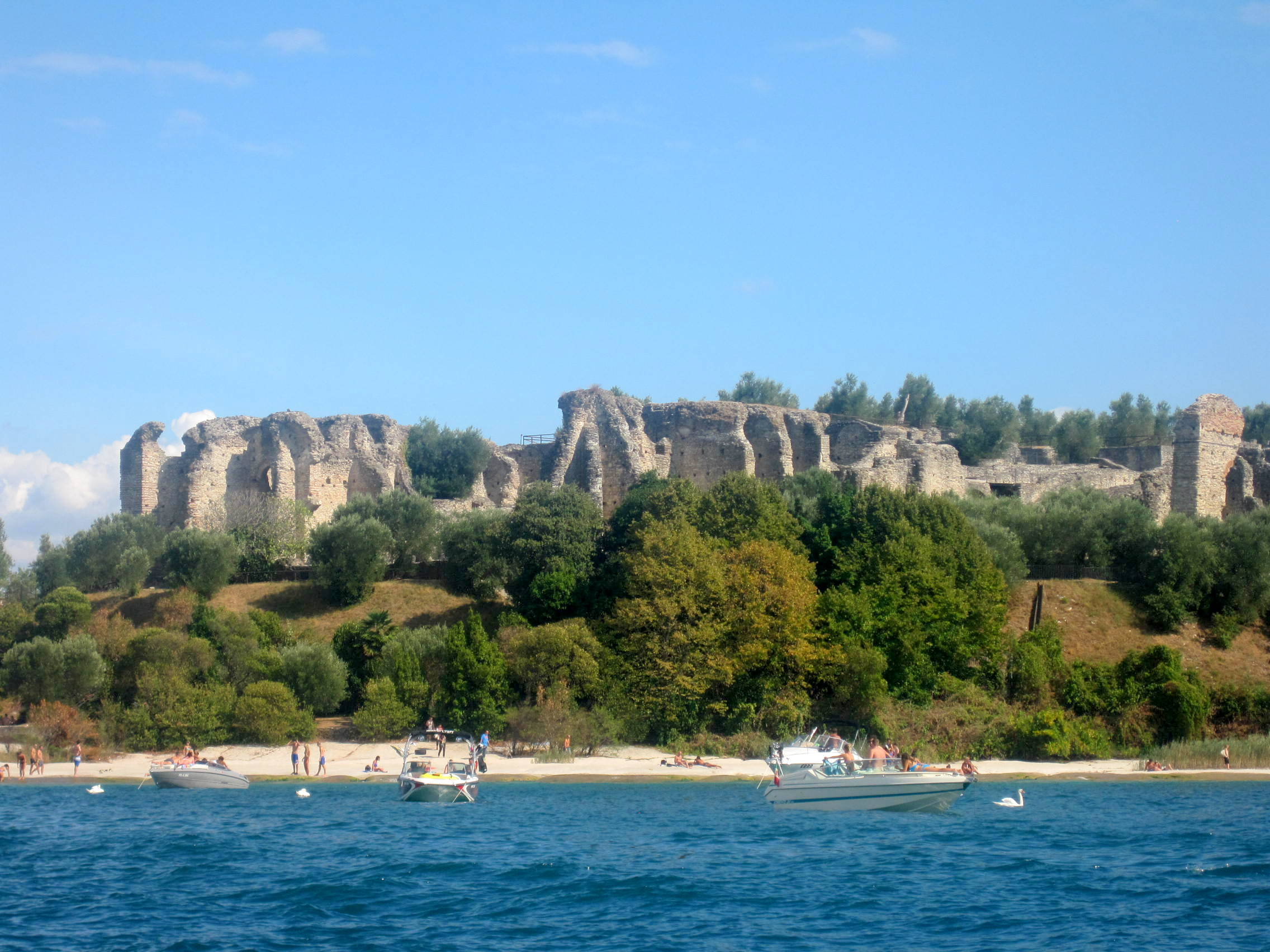
Le Grotte di Catullo viste dal Lago di Garda

Con il termine "Grotte di Catullo" si identifica una domus romana edificata tra la fine del I secolo a.C. e il I secolo d.C. sulla punta della penisola di Sirmione. Il complesso archeologico, studiato dall'inizio dell'Ottocento e riportato alla luce in più fasi, è la testimonianza più importante del periodo romano nel territorio comunale ed è considerato l'esempio più rilevante di villa romana presente nell'Italia settentrionale.
Il termine "Grotte" deriva da una tradizione quattrocentesca, quando le rovine, prima degli scavi, apparivano sotto forma di caverne. La tradizione, a partire da Marin Sanudo il Giovane, identifica la villa come appartenuta a Gaio Valerio Catullo che in un carme sostenne di possedere proprietà a Sirmione. Non vi è tuttavia alcuna certezza che la costruzione fosse la stessa dove visse il poeta latino, anche per l'accertata presenza di altre ville lungo la penisola.
Il sito copre un'area di circa due ettari. La struttura ha una pianta rettangolare lunga 167 metri e larga 105 m con due avancorpi sui due lati corti e un giardino, ora utilizzato come oliveto, al centro. Gli ambienti della villa che sono visibili sono identificati da nomi convenzionali, derivati sia da una tradizione locale sia da interpretazioni fornite dagli studiosi durante i primi scavi.

#### Sito palafitticolo Lugana Vecchia
Situato tra Lugana e Colombare di Sirmione, si tratta di un sito palafitticolo subacqueo, rinvenuto nel 1996. Nel 2011 è stato inserito nella lista del Patrimonio dell'Umanità dell'UNESCO, assieme ad altri Siti palafitticoli preistorici attorno alle Alpi.
I reperti archeologici sono conservati presso il sito archeologico di Sirmione e il Museo civico archeologico Giovanni Rambotti di Desenzano del Garda.

### Architetture religiose

#### Chiesa di Sant'Anna
È un piccolo edificio ecclesiale che sorge nei pressi del castello scaligero. Dedicata alla madre della Madonna, fu costruita nel Quattrocento al servizio della guarnigione veneta posta a difesa della rocca.
All'interno sono presenti affreschi votivi del Cinquecento, un dipinto su pietra raffigurante la Madonna e uno stemma degli Scaligeri.

#### Chiesa di Santa Maria della Neve

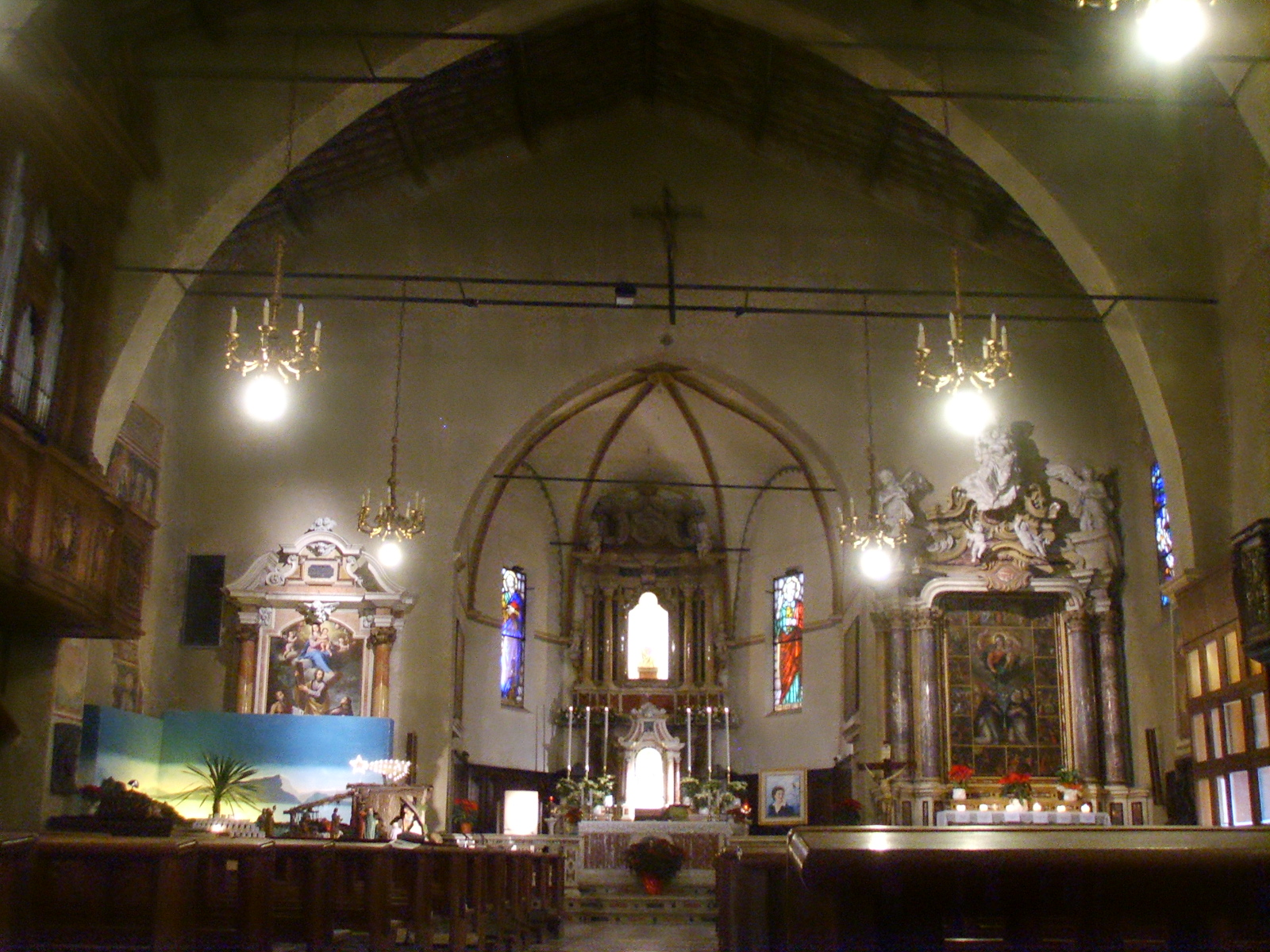
Interno della chiesa di Santa Maria della Neve

La chiesa di Santa Maria della Neve, detta anche Santa Maria Maggiore, è la parrocchiale di Sirmione. Fu edificata nel Quattrocento sopra i resti della chiesa di San Martino in castro dalla quale proviene parte del materiale utilizzato nella costruzione.
La facciata settentrionale poggia sull'antico muro che cingeva la cittadina. La facciata d'ingresso è decorata in terracotta ed è caratterizzata da un portico a cinque arcate, in origine facente parte del cimitero come dimostrano alcune tombe poste sul pavimento dello stesso. Per una colonna del porticato è stata riutilizzata una pietra miliare dedicata al terzo anno consolare dell'imperatore Giuliano l'Apostata.
L'interno è a un'unica navata e presenta cinque altari. Gli affreschi votivi sono del Quattrocento come dello stesso periodo è la statua lignea che rappresenta una "Madonna in trono". Il crocifisso è del Cinquecento ed è attribuito a Domenico Brusasorzi. L'organo risale al Settecento.

#### Chiesa di San Pietro in Mavino

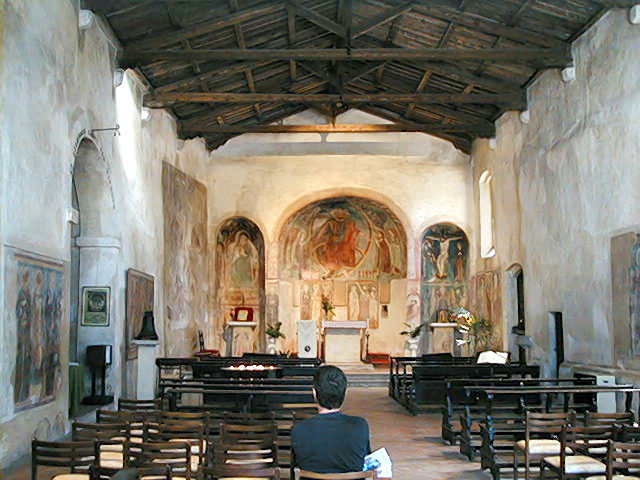
Interno della chiesa di San Pietro in Mavino

La chiesa di San Pietro in Mavino, dedicata all'apostolo Pietro, secondo un documento dell'VIII secolo risulta già edificata. Si trova sul punto più alto della penisola e probabilmente prende il nome dal latino summa vinea, ovvero vigna collocata sulla sommità, da cui Mavino.
L'edificio originale, in stile romanico, fu ricostruito e sopraelevato attorno al 1320. Il campanile fu eretto nel 1070 mantenendo lo stesso stile della chiesa. All'interno gli affreschi delle tre absidi risalgono al XII secolo, mentre quelli alle pareti sono del Cinquecento.

#### Oratorio dei Santi Vito e Modesto
Dedicato ai patroni originari di Sirmione, i martiri Vito e Modesto, si trova a metà strada tra la località Colombare e il centro di Sirmione. La fabbrica è stata costruita nel 1744 in sostituzione di una precedente chiesa, dedicata agli stessi martiri, che risaliva all'VIII secolo. Quest'ultima si trovava all'interno della cinta muraria meridionale di epoca tardo-antica in quanto fu definita in castro Sermione fino all'epoca scaligera, quando, con la costruzione del nuovo fortilizio e della nuova cinta muraria, la chiesa venne indicata nei documenti come extra muros sermioni.

#### Altre architetture religiose
- Chiesa di San Francesco d'Assisi, parrocchiale di Colombare;
- Chiesa di Santa Maria Immacolata, parrocchiale di Lugana;
- Oratorio di Sant'Orsola, originariamente a servizio della dimora di Francesco Rovizzi, a Rovizza;
- Chiesa di San Salvatore in Cortine, fu edificata per volere della regina longobarda Ansa, moglie di Desiderio, assieme al cosiddetto Monasteriolo, così definito perché annesso al più importante convento bresciano. Fu ricostruita nell'XI secolo e sopravvivono i resti dell'abside[11].

## Società

### Evoluzione demografica
Abitanti censiti

### Etnie e minoranze straniere
Secondo i dati ISTAT al 1º gennaio 2024 la popolazione straniera residente era di 1.164 persone. Le nazionalità maggiormente rappresentate in base alla loro percentuale sul totale della popolazione residente erano:
- Romania 206
- Egitto 108
- Albania 102

## Geografia antropica

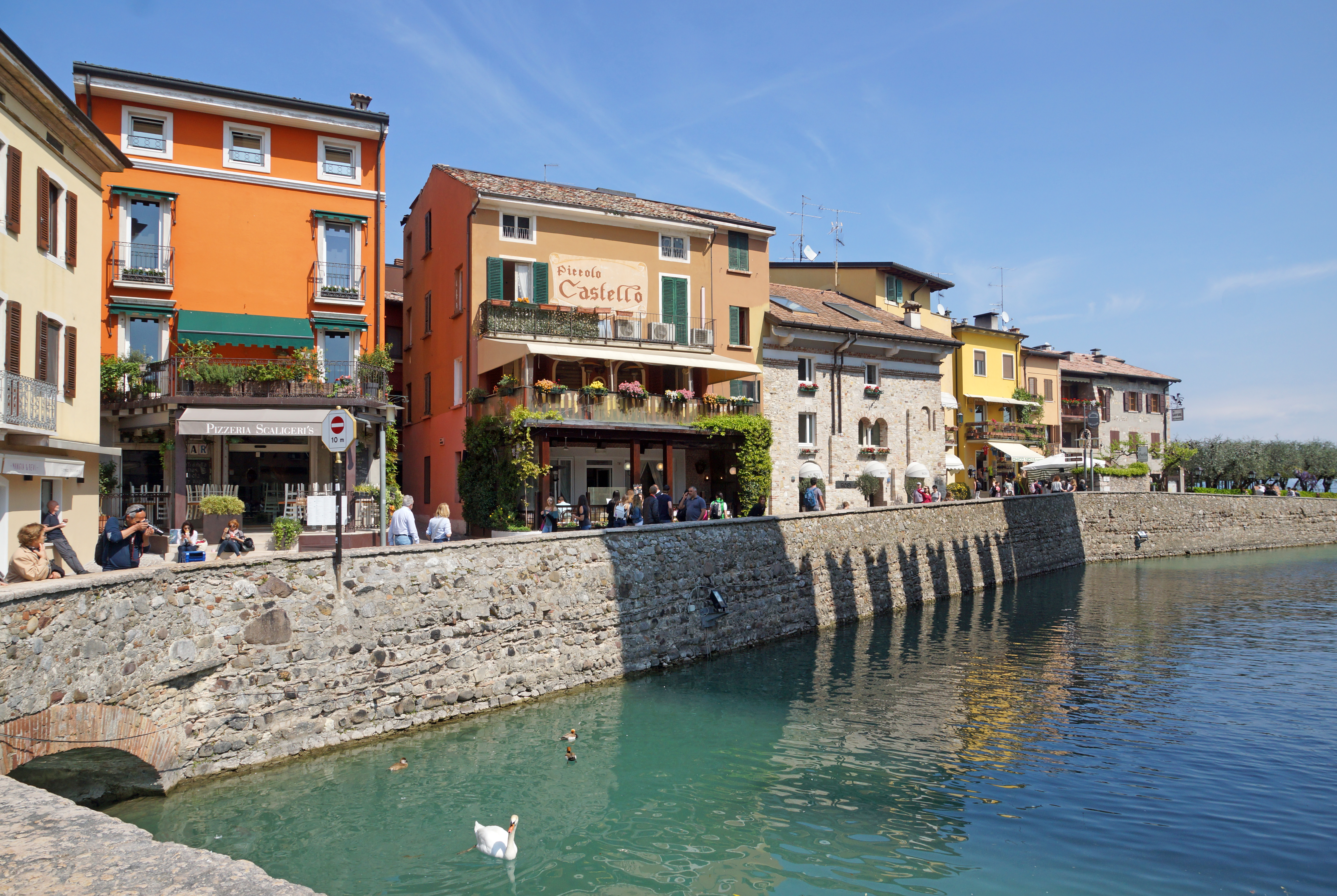
Centro di Sirmione

Lo statuto comunale non prevede la presenza di frazioni geografiche.
Oltre a Sirmione, sono presenti tre località abitate:
- Colombare;
- Lugana
- Rovizza.

## Economia

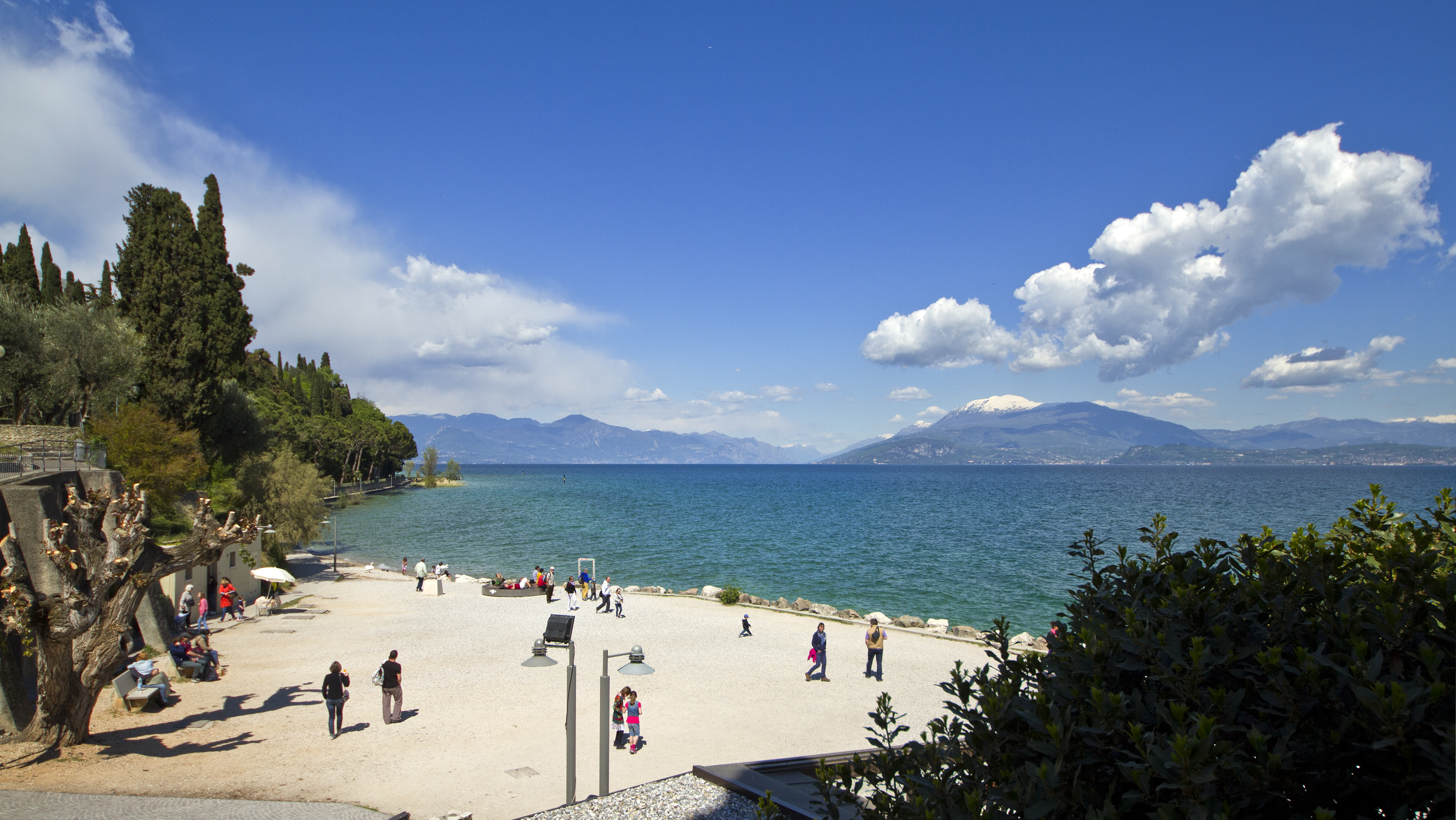
Una spiaggetta lacustre a Sirmione

Il comune è zona di produzione sia del Lugana sia dell'olio Garda bresciano DOP.
A Sirmione la principale industria è quella turistica, grazie alla vicinanza del lago di Garda, alla presenza del sito archeologico delle Grotte di Catullo e della sorgente termale. Quest'ultima produce acqua sulfurea salsobromoiodica di origine vulcanica e serve due stabilimenti: "Catullo", in prossimità delle omonime grotte, e "Virgilio", in località Colombare.

## Infrastrutture e trasporti

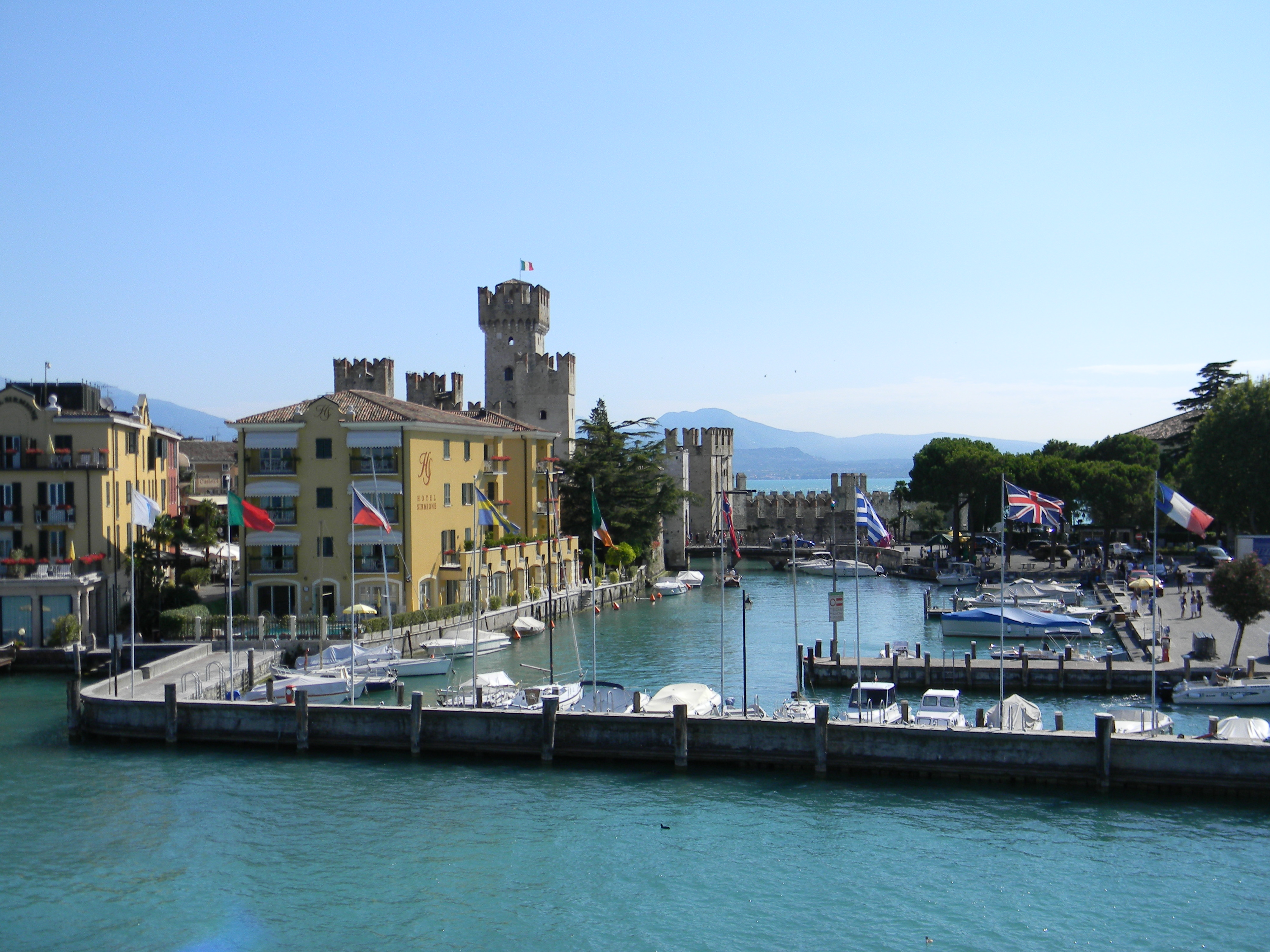
Il porto di Sirmione

Le località Colombare e Lugana sono attraversate dall'ex strada statale 11 Padana Superiore, declassata a strada comunale a seguito dell'apertura della variante che aggira a meridione i centri abitati di Desenzano del Garda e Sirmione, avvenuta nel dicembre 2007. La variante in questione, classificata come SP BS 11, è una strada provinciale che percorre il confine comunale con Peschiera del Garda, aggira a meridione e a oriente la località Rovizza per dirigersi verso Punta Grò. Termina in località Dogana, al confine col comune di Peschiera.
Il casello autostradale di Sirmione si trova sull'autostrada A4, in prossimità della località San Martino della Battaglia del comune di Desenzano. Sempre a Desenzano si trova la stazione ferroviaria di Desenzano del Garda-Sirmione posta lungo la ferrovia Milano-Venezia. Né l'autostrada A4 né la Milano-Venezia solcano il territorio comunale di Sirmione.
Dal punto di vista del trasporto pubblico, Sirmione è servita da diverse linee interurbane automobilistiche:
- la Brescia-Verona, gestita dal consorzio Trasporti Brescia Nord formato da Brescia Trasporti, SIA Autoservizi, SAIA Trasporti e ATV (ex APTV)[34][35].
- la Castiglione-Desenzano(-Sirmione), esercita dall'APAM Esercizio[36];
- la Carpenedolo-Sirmione, gestita dal consorzio Trasporti Brescia Sud, il quale è composto da SIA Autoservizi, SAIA Trasporti e APAM Esercizio[34][37].

In primavera ed estate, Arriva Italia esercisce un'autolinea urbana che collega il centro storico alla località Colombare.

## Amministrazione
| Sindaco                     | Sindaco        | Sindaco               | Partito | Coalizione       | Coalizione      | Mandato        | Mandato          | Elezione       |
| Sindaco                     | Sindaco        | Sindaco               | Partito | Coalizione       | Coalizione      | Inizio         | Fine             | Elezione       |
| --------------------------- | -------------- | --------------------- | ------- | ---------------- | --------------- | -------------- | ---------------- | -------------- |
| 1                           |                | Camillo Farioli       | DC      |                  | DC-PLI          | 3 giugno 1985  | 25 novembre 1988 | 1985           |
| 2                           |                | Enzo Migliorati       | DC      | 25 novembre 1988 | DC-PLI          | 18 giugno 1990 |                  | 1985           |
| 3                           |                | Mario Arduino         | PSI     |                  | PSI-PCI         | 18 giugno 1990 | 24 aprile 1995   | 1990           |
| Elezione diretta (dal 1995) |                |                       |         |                  |                 |                |                  |                |
| (3)                         |                | Mario Arduino         | PDS     |                  | centro-sinistra | 24 aprile 1995 | 14 giugno 1999   | 1995           |
| 4                           |                | Maurizio Ferrari      | AN      |                  | centro-destra   | 14 giugno 1999 | 14 giugno 2004   | 1999           |
| 4                           | 14 giugno 2004 | Maurizio Ferrari      | AN      | 8 giugno 2009    | centro-destra   | 2004           |                  |                |
| 5                           |                | Alessandro Mattinzoli | PdL FI  |                  | centro-destra   | 8 giugno 2009  | 26 maggio 2014   | 2009           |
| 5                           | 26 maggio 2014 | Alessandro Mattinzoli | PdL FI  | 29 maggio 2018   | centro-destra   | 2014           |                  |                |
| 6                           |                | Luisa Lavelli         | FI      |                  | centro-destra   | 2014           | 29 maggio 2018   | 27 maggio 2019 |
| 6                           | 27 maggio 2019 | Luisa Lavelli         | FI      | 10 giugno 2024   | centro-destra   | 2019           |                  |                |
| 6                           | 10 giugno 2024 | Luisa Lavelli         | FI      | In carica        | centro-destra   | 2024           |                  |                |